# Port Południowy w Paldiski
Port Południowy w Paldiski (est. Paldiski Lõunasadam) – drugi co do wielkości towarowy port w kompleksie Port w Tallinnie. Znajduje się w pobliżu miasta Paldiski, około 45 km na zachód od Tallinna. Obsługuje głównie import i eksport towarów do Estonii (w odróżnieniu np. od portu Muuga, obsługującego niemal wyłącznie tranzyt towarów z Rosji). Głównie towary to ro-ro, złom, torf i produkty naftowe. Wzrasta również udział obrotu samochodami.
Port Południowy zajmuje powierzchnię 141,1 ha. Składa się z 10 nabrzeży o łącznej długości 1,85 km. Obsługuje jednostki do 230 m długości i 25 m szerokości. Maksymalna głębokość portu wynosi 14,5 m. Został otwarty w 1994 roku.